# Copa de Moldavia 2019-20
La Copa de Moldavia 2019-20 fue la edición número 29 de la Copa de Moldavia. La competición empezó el 20 de abril de 2019 y terminó el 30 de junio de 2020. El equipo campeón accedió a la primera ronda de clasificación de la Liga Europa de la UEFA 2020-21.
Petrocub-Hîncești conquistó su 1º título tras ganar en la final al Sfântul Gheorghe en los penales por un marcador de 5-3.

## Formato
La ronda preliminar y las dos primeras rondas son regionales para reducir los costos de viaje de los equipos.
| Ronda                    | Fecha de partidos                                                   | Partidos | Clubes  |
| ------------------------ | ------------------------------------------------------------------- | -------- | ------- |
| Primera ronda preliminar | 20 de abril de 2019                                                 | 9        | 49 → 40 |
| Primera ronda            | 3-4 de mayo de 2019                                                 | 16       | 40 → 24 |
| Segunda ronda            | 24-25 de mayo de 2019                                               | 8        | 24 → 16 |
| Octavos de final         | 25-26 de junio de 2019 (ida) 5-7 de julio de 2019 (vuelta)          | 16       | 16 → 8  |
| Cuartos de final         | 24-25 de septiembre de 2019 (ida) 29-30 de octubre de 2019 (vuelta) | 8        | 8 → 4   |
| Semifinales              | 21 de junio de 2020 (ida) 25 de junio de 2020 (vuelta)              | 4        | 4 → 2   |
| Final                    | 30 de junio de 2020                                                 | 1        | 2 → 1   |

## Primera ronda preliminar
| Fecha               | Hora  | Partido            | Partido    | Partido              |
| ------------------- | ----- | ------------------ | ---------- | -------------------- |
| 20 de abril de 2019 | 15:00 | Pepeni             | 3-1        | Rezina               |
| 20 de abril de 2019 | 15:00 | Fălești            | 2-1        | Sporting Natalievca  |
| 20 de abril de 2019 | 15:00 | Academia Viitorul  | 0-2        | Intersport Sănătăuca |
| 20 de abril de 2019 | 15:00 | Cruiz-Plus         | 1-4        | Rîșcani              |
| 20 de abril de 2019 | 15:00 | ARF Ialoveni       | 2-1        | Bogzești             |
| 20 de abril de 2019 | 15:00 | Sporting Trestieni | 7-0        | Codru Călărași       |
| 20 de abril de 2019 | 15:00 | Fulger Ialoveni    | 3-7 (pró.) | Sinteza Căușeni      |
| 20 de abril de 2019 | 15:00 | Văsieni            | 1-0        | Cricova              |
| 20 de abril de 2019 | 15:00 | Slobozia Mare      | 4-2        | Cpngaz               |

## Primera ronda
| Fecha             | Hora  | Partido              | Partido        | Partido            |
| ----------------- | ----- | -------------------- | -------------- | ------------------ |
| 3 de mayo de 2019 | 17:00 | FCM Ungheni          | 3-0            | Zaria Bălți        |
| 4 de mayo de 2019 | 17:00 | Inter Soroca         | 2-3 (pró.)     | Florești           |
| 4 de mayo de 2019 | 17:00 | Edineț               | 5-2            | Grănicerul Glodeni |
| 4 de mayo de 2019 | 17:00 | Pepeni               | 1-1 (5-6 pen.) | Sîngerei           |
| 4 de mayo de 2019 | 17:00 | Fălești              | 2-2 (2-4 pen.) | Speranța Drochia   |
| 4 de mayo de 2019 | 17:00 | Intersport Sănătăuca | 0-1            | Iskra Rîbnița      |
| 4 de mayo de 2019 | 17:00 | Rîșcani              | 1-4            | Ungheni            |
| 4 de mayo de 2019 | 17:00 | ARF Ialoveni         | 0-2            | Victoria Bardar    |
| 4 de mayo de 2019 | 17:00 | Sporting Trestieni   | 5-0            | Sparta Chișinău    |
| 4 de mayo de 2019 | 17:00 | Fulger Ialoveni      | 2-3            | Sucleia            |
| 4 de mayo de 2019 | 17:00 | Văsieni              | 0-3            | Tighina            |
| 4 de mayo de 2019 | 17:00 | Flacăra Mingir       | 0-3 (pró.)     | Real Succes        |
| 4 de mayo de 2019 | 17:00 | Slobozia Mare        | 1-1 (5-4 pen.) | Cahul-2005         |
| 4 de mayo de 2019 | 17:00 | Fortuna Pleșeni      | 1-2            | Sireți             |
| 4 de mayo de 2019 | 17:00 | Olimp Comrat         | 1-0            | Dacia Buiucani     |
| 4 de mayo de 2019 | 17:00 | Maiak Chirsova       | 1-0            | Spartanii Selemet  |

## Segunda ronda
| Fecha              | Hora  | Partido            | Partido        | Partido         |
| ------------------ | ----- | ------------------ | -------------- | --------------- |
| 24 de mayo de 2019 | 17:00 | Ungheni            | 1-4            | Victoria Bardar |
| 25 de mayo de 2019 | 16:00 | Sporting Trestieni | 3-2 (pró.)     | Sucleia         |
| 25 de mayo de 2019 | 17:00 | Edineț             | 1-1 (3-1 pen.) | Florești        |
| 25 de mayo de 2019 | 17:00 | FCM Ungheni        | 3-1            | Sîngerei        |
| 25 de mayo de 2019 | 17:00 | Speranța Drochia   | 1-1 (4-3 pen.) | Iskra Rîbnița   |
| 25 de mayo de 2019 | 17:00 | Tighina            | 5-0            | Real Succes     |
| 25 de mayo de 2019 | 17:00 | Slobozia Mare      | 1-2            | Sireți          |
| 25 de mayo de 2019 | 17:00 | Maiak Chirsova     | 2-0            | Olimp Comrat    |

## Octavos de final

### Partidos de ida
| Fecha               | Hora  | Partido            | Partido | Partido          |
| ------------------- | ----- | ------------------ | ------- | ---------------- |
| 25 de junio de 2019 | 18:00 | Edineț             | 1-3     | Milsami Orhei    |
| 25 de junio de 2019 | 18:00 | Speranța Nisporeni | 6-1     | Speranța Drochia |
| 25 de junio de 2019 | 19:00 | Sheriff Tiraspol   | 12-0    | Sireți           |
| 25 de junio de 2019 | 20:00 | Petrocub-Hîncești  | 7-0     | Tighina          |
| 26 de junio de 2019 | 18:00 | Sfântul Gheorghe   | 1-0     | FCM Ungheni      |
| 26 de junio de 2019 | 18:00 | Codru Lozova       | 7-1     | Victoria Bardar  |
| 26 de junio de 2019 | 18:00 | Sporting Trestieni | 2-4     | Zimbru Chișinău  |
| 26 de junio de 2019 | 18:00 | Dinamo-Auto        | 8-0     | Maiak Chirsova   |

### Partidos de vuelta
| Fecha              | Hora  | Partido          | Partido | Partido            |
| ------------------ | ----- | ---------------- | ------- | ------------------ |
| 5 de julio de 2019 | 18:00 | Speranța Drochia | 0-3     | Speranța Nisporeni |
| 5 de julio de 2019 | 18:00 | Victoria Bardar  | 0-3     | Codru Lozova       |
| 5 de julio de 2019 | 18:00 | Tighina          | 0-2     | Petrocub-Hîncești  |
| 5 de julio de 2019 | 19:00 | Milsami Orhei    | 6-1     | Edineț             |
| 5 de julio de 2019 | 19:00 | Sireți           | 0-15    | Sheriff Tiraspol   |
| 6 de julio de 2019 | 18:00 | FCM Ungheni      | 0-2     | Sfântul Gheorghe   |
| 7 de julio de 2019 | 18:00 | Zimbru Chișinău  | 5-1     | Sporting Trestieni |
| 7 de julio de 2019 | 18:00 | Maiak Chirsova   | 0-3     | Dinamo-Auto        |

## Cuartos de final

### Partidos de ida
| Fecha                    | Hora  | Partido          | Partido | Partido            |
| ------------------------ | ----- | ---------------- | ------- | ------------------ |
| 24 de septiembre de 2019 | 16:00 | Zimbru Chișinău  | 1-2     | Petrocub-Hîncești  |
| 24 de septiembre de 2019 | 19:00 | Milsami Orhei    | 0-1     | Sfântul Gheorghe   |
| 25 de septiembre de 2019 | 16:00 | Codru Lozova     | 2-2     | Speranța Nisporeni |
| 25 de septiembre de 2019 | 19:00 | Sheriff Tiraspol | 1-0     | Dinamo-Auto        |

### Partidos de vuelta
| Fecha                 | Hora  | Partido            | Partido | Partido          |
| --------------------- | ----- | ------------------ | ------- | ---------------- |
| 29 de octubre de 2019 | 13:30 | Speranța Nisporeni | 5-0     | Codru Lozova     |
| 29 de octubre de 2019 | 13:30 | Dinamo-Auto        | 0-5     | Sheriff Tiraspol |
| 30 de octubre de 2019 | 13:30 | Sfântul Gheorghe   | 0-0     | Milsami Orhei    |
| 30 de octubre de 2019 | 13:30 | Petrocub-Hîncești  | 3-1     | Zimbru Chișinău  |

## Semifinales

### Partidos de ida
| Fecha               | Hora  | Partido           | Partido | Partido            |
| ------------------- | ----- | ----------------- | ------- | ------------------ |
| 21 de junio de 2020 | 17:00 | Sfântul Gheorghe  | 5-2     | Speranța Nisporeni |
| 21 de junio de 2020 | 20:00 | Petrocub-Hîncești | 1-0     | Sheriff Tiraspol   |

### Partidos de vuelta
| Fecha               | Hora  | Partido            | Partido    | Partido           |
| ------------------- | ----- | ------------------ | ---------- | ----------------- |
| 25 de junio de 2020 | 17:00 | Speranța Nisporeni | 2-2 (g.v.) | Sfântul Gheorghe  |
| 25 de junio de 2020 | 20:00 | Sheriff Tiraspol   | 2-1        | Petrocub-Hîncești |

## Final
| 30 de junio de 2020, 21:00 | Sfîntul Gheorghe | 0:0 (t. s.)(3:5 p.) | Petrocub-Hîncești | Estadio Zimbru, Chişinău                             |  |
|                            |                  |                     |                   | Asistencia: 0 espectadores Árbitro(s): Amin Kurgheli |  |

### Campeón
| Copa de Moldavia 2019-20    |
| --------------------------- |
| Petrocub-Hîncești 1º Título |